# Johannes Rahder
 (novembre 2013).
Si vous disposez d'ouvrages ou d'articles de référence ou si vous connaissez des sites web de qualité traitant du thème abordé ici, merci de compléter l'article en donnant les références utiles à sa vérifiabilité et en les liant à la section « Notes et références ».
Johannes Rahder (27 décembre 1898 - 3 mars 1988), est un orientaliste néerlandais, professeur de japonais à l'université de Leyde (1931-1946) et l'université Yale (1947-1965).

## Biographie
Rahder est né dans les Indes néerlandaises, où son père était gouverneur de la côte Ouest de Sumatra. Le fait qu'il ait demandé comme cadeau d'anniversaire une bibliothèque quand il avait cinq ans, laisse à penser qu'il devait être un enfant précoce.
Il a obtenu son doctorat à l'université d'Utrecht sur une édition du texte de la Daśabhûmikasûtra (1926). En raison de son intérêt pour le bouddhisme et la linguistique, il a non seulement étudié le sanscrit et le pâli, mais aussi le chinois, le japonais et un grand nombre d'autres langues. Après avoir collaboré pendant quelques années à la rédaction du dictionnaire bouddhiste Hôbôgirin (édité par la Maison Franco-Japonaise de Tokyo), il fut nommé professeur de sanskrit, avestique, vieux persan et les principes de la linguistique indo-germanique à l'université d'Utrecht (1930). À peine un an plus tard, il a échangé cette chaire pour  celle de langue et littérature japonaises à Leyde.

## Œuvres
- Daśabhûmikasûtra, J.-B. ISTAS, Louvain, 1926
- Glossary of the sanskrit, tibetain, mongolian and chinese versions of the Daśabhûmika-sûtra, Paris, Geuthner, 1928
- Harivarman's Satyasiddhi-śâstra, Philosophy East & West, jan. 1956
- Etymological Dictionary of Chinese, Japanese, Korean and Ainu,. Fifth Part, privately printed, New Haven, 1962
- La Satkāyadṛṣṭi d'après Vibhāṣā 8, MCB 1, 1932, 227-239